# HD17280
HD17280 — хімічно пекулярна зоря спектрального класу B9, що має видиму зоряну величину в смузі V приблизно 7,8.
Вона  розташована на відстані близько 1545,8 світлових років від Сонця.

## Пекулярний хімічний вміст
HD17280 належить до ртутно-манганових зір й її зоряна атмосфера має підвищений вміст Hg та Mn.